# Vilhelm IX av Akvitanien
Vilhelm IX av Akvitanien, född 22 oktober 1071, död 10 februari 1126, var regerande hertig av Akvitanien från 1088 till 1126, tillika greve av Poitiers. Han var härförare för ett korståg 1101 och betraktas även som den förste occitanske trubaduren. 